# 477-es busz
A 477-es jelzésű autóbusz Gödöllő egyik helyi járata, az Autóbusz-állomás és az Üzleti Park között közlekedik. A vonalat a MÁV Személyszállítási Zrt. üzemelteti. 2017. október 15-étől a korábbi 10-es viszonylat helyett közlekedik.

## Útvonala
| Autóbusz-állomás – Honvéd utca – Üzleti Park – Autóbusz-állomás | Autóbusz-állomás – Üzleti Park – Honvéd utca – Autóbusz-állomás |
| --- | --- |
| Autóbusz-állomás vá. – Szabadság út – Ady Endre sétány – Török Ignác utca – Honvéd utca – Tessedik Sámuel utca – Szabadság út – Pattantyús Ábrahám körút – Kühne Ede utca – Csonka János utca – Pattantyús Ábrahám körút – Szabadság út – Autóbusz-állomás vá. | Autóbusz-állomás vá. – Szabadság út – Pattantyús Ábrahám körút – Kühne Ede utca – Csonka János utca – Pattantyús Ábrahám körút – Szabadság út – Tessedik Sámuel utca – Honvéd utca – Török Ignác utca – Ady Endre sétány – Szabadság út – Autóbusz-állomás vá. |

## Megállóhelyei
| 0  | Autóbusz-állomás végállomás   | 17 | 317, 324, 402, 404, 405, 406, 407, 410, 412, 422, 426, 430, 432, 440, 441, 442, 444, 446, 447, 448, 450, 451, 452, 454, 455, 461, 463, 464, 465, 466, 468, 469, 470, 471, 472, 473, 474, 475, 476, 478, 479 1040, 1049, 1052, 1076, 1077, 1078 |
| 2  | Szabadság tér                 | 16 | 317, 324, 402, 412, 422, 432, 442, 446, 447, 448, 450, 451, 452, 453, 454, 455, 464, 466, 470, 471, 472, 473, 474, 475, 476, 478, 479 |
| 3  | Török Ignác utca              | 14 | 446, 447, 448, 466, 470 |
| ∫  | Faiskola utca                 | 12 | |
| 5  | Méhész köz                    | 12 | |
| 6  | Erzsébet park (Tessedik utca) | 11 | |
| 9  | Üzleti park Kühne Ede utca    | ∫  | 478 |
| 11 | Üzleti park főépület          | 8  | 478 |
| ∫  | Üzleti park Kühne Ede utca    | 6  | 478 |
| 15 | Szabadság tér                 | 2  | 317, 324, 402, 412, 422, 432, 442, 446, 447, 448, 450, 451, 452, 453, 454, 455, 464, 466, 470, 471, 472, 473, 474, 475, 476, 478, 479 |
| 16 | Autóbusz-állomás végállomás   | 0  | 317, 324, 402, 404, 405, 406, 407, 410, 412, 422, 426, 430, 432, 440, 441, 442, 444, 446, 447, 448, 450, 451, 452, 454, 455, 461, 463, 464, 465, 466, 468, 469, 470, 471, 472, 473, 474, 475, 476, 478, 479 1040, 1049, 1052, 1076, 1077, 1078 |